# Let's Dance (singolo David Bowie)
Let's Dance è un brano musicale scritto ed interpretato dal musicista britannico David Bowie, title track dell'omonimo suo album del 1983. Lo stesso anno la canzone è stata pubblicata come primo singolo estratto dal disco, rivelandosi uno dei maggiori successi in carriera per Bowie.

## Descrizione
La canzone nacque dalla collaborazione tra Bowie e Nile Rodgers, chitarrista e produttore del gruppo Chic. I due si conobbero a New York e successivamente si incontrarono a Montreux, in Svizzera, dove svilupparono l'idea iniziale del brano. La prima demo venne registrata presso i Mountain Studios di Montreux, mentre la versione definitiva fu incisa nel dicembre 1982 ai Power Station Studios di New York. La registrazione vide la partecipazione, oltre a Rodgers alla chitarra ritmica, di Carmine Rojas (basso), Omar Hakim (batteria), Robert Sabino (tastiere) e Mac Gollehon (tromba). Un contributo determinante al successo del brano fu l'assolo di chitarra eseguito da Stevie Ray Vaughan, all'epoca musicista emergente, scelto personalmente da Bowie dopo averlo visto esibirsi al Montreux Jazz Festival.
Il singolo entrò in classifica nel Regno Unito alla posizione numero cinque, balzando poi in vetta e restandoci per le successive tre settimane. Poco tempo dopo, conquistò la prima posizione anche nella Billboard Hot 100 statunitense, diventando così l'unico singolo di Bowie a raggiungere la vetta delle classifiche su entrambe le sponde dell'Atlantico. Il brano raggiunse inoltre la prima posizione per due settimane in Irlanda, Svizzera, Paesi Bassi e nelle Fiandre in Belgio, per cinque settimane in Nuova Zelanda e Svezia e per sei settimane in Norvegia.
Let's Dance introdusse Bowie a una nuova fascia di pubblico, composta in gran parte da giovani non familiari con la sua produzione discografica degli anni settanta. Pur rivelandosi il suo brano di maggior successo commerciale fino ad allora, l'enorme popolarità del singolo ebbe l'effetto paradossale di allontanarlo da quella stessa nuova audience, che Bowie dichiarò di non conoscere, né di sapere cosa cercasse o volesse.

### Video
Il videoclip del brano fu diretto da David Mallet e girato in Australia. Esso presenta Bowie mentre suona con la sua band, alternando scene che raffigurano una coppia di aborigeni australiani. L’opera utilizza elementi simbolici, come le scarpe rosse menzionate nel testo, per rappresentare temi legati all'imperialismo culturale e alla repressione. Secondo l'artista, l'opera intendeva essere "una dichiarazione contro il razzismo e la repressione".

### Esecuzioni dal vivo
Il brano venne regolarmente eseguito durante lo svolgimento del Serious Moonlight Tour nel 1983, come evidenziato nelle scalette dei concerti di quell'anno, e nel Sound+Vision Tour del 1990.

## Tracce singolo
7" EMI America / EA 152 (UK)
1. Let's Dance (Bowie)  – 4:07 (Single Version)
2. Cat People (Putting Out Fire) (Bowie, Moroder) – 5:09

12" EMI America / 12EA 152 (UK)
1. Let's Dance (Bowie)  – 7:38 (Album Version)
2. Cat People (Putting Out Fire) (Bowie, Moroder) – 5:09

## Formazione
- David Bowie: voce
- Stevie Ray Vaughan: chitarra solista
- Nile Rodgers: chitarra ritmica
- Carmine Rojas: basso elettrico
- Erdal Kizilcay – tastiera basso
- Omar Hakim: batteria
- Rob Sabino: tastiere
- Mac Gollehon: tromba
- Robert Aaron, Stan Harrison, Steve Elson: sassofono
- Sammy Figueroa: percussioni

## Classifiche

### Classifiche settimanali
| Classifica (1983)             | Posizione massima |
| ----------------------------- | ----------------- |
| Australia                     | 2                 |
| Austria                       | 2                 |
| Belgio (Fiandre)              | 1                 |
| Canada                        | 1                 |
| Finlandia                     | 1                 |
| Francia                       | 2                 |
| Germania                      | 2                 |
| Irlanda                       | 1                 |
| Italia                        | 3                 |
| Norvegia                      | 1                 |
| Nuova Zelanda                 | 1                 |
| Paesi Bassi                   | 1                 |
| Regno Unito                   | 1                 |
| Spagna                        | 2                 |
| Stati Uniti                   | 1                 |
| Stati Uniti (dance club)      | 1                 |
| Stati Uniti (mainstream rock) | 8                 |
| Sudafrica                     | 2                 |
| Svezia                        | 1                 |
| Svizzera                      | 1                 |

### Classifiche di fine anno
| Classifica (1983) | Posizione |
| ----------------- | --------- |
| Australia         | 24        |
| Austria           | 16        |
| Belgio (Fiandre)  | 2         |
| Canada            | 3         |
| Francia           | 10        |
| Germania          | 19        |
| Italia            | 19        |
| Nuova Zelanda     | 2         |
| Paesi Bassi       | 14        |
| Regno Unito       | 4         |
| Spagna            | 13        |
| Stati Uniti       | 18        |
| Svizzera          | 10        |

## Riferimenti nella cultura di massa
- La canzone è menzionata nel romanzo Meno di zero di Bret Easton Ellis.
- Bowie stesso apparve nel film Zoolander introdotto dalle note di Let's Dance.
- Sia la canzone che il video sono apparsi in due videogiochi per PlayStation 2: Dance Dance Revolution Strike (la versione giapponese di Dance Dance Revolution EXTREME 2) e DanceDanceRevolution SuperNOVA.
- Nel film I Love Radio Rock la traccia è suonata durante i titoli di coda.
- La canzone appare nel film TV Gia - Una donna oltre ogni limite, con protagonista Angelina Jolie.
- Il brano è contenuto in entrambi i videogiochi Band Hero e Lego Rock Band.
- Nel film del 2004 Shall We Dance?, diretto da Peter Chelsom, un estratto del brano, interpretato dalla cantante Mýa, è suonato alla fine del film.

## Cover
- Kex - Singolo 12" (1983)
- Falco - Junge Roemer (1984)
- Tina Turner - Tina Live in Europe (duetto con David Bowie, che comprende anche estratti dall'omonima canzone di Chris Montez) (1988)
- Atrocity - Werk 80 (1997)
- Overdose - Ashes to Ashes: A Tribute to David Bowie (1998)
- The Heroes - Access All Areas (1999)
- La Pieta - Let's Dance (1999)
- Second Skin - Goth Oddity 2000: A Tribute to David Bowie (2000)
- Mýa - Shall We Dance? Soundtrack (2004)
- Craig David - Hot Stuff (Let's Dance) (2007)
- Paula Flynn (2007)
- Hi-Tack (2007)
- Porro y Los Bobos - Hero: The Main Man Records Tribute to David Bowie (2007)
- Sophie Ellis-Bextor dal vivo nel 2007.
- Chic - Chic Freak and More Treats
- Angèle Dubeau
- E-Male - Singolo
- Dokkumer Lokaatsje
- Rabbit in the Moon
- The Rockridge Synthesiser Orchestra - Plays David Bowie Classic Trax
- The Smashing Pumpkins reinterpretarono Let's Dance dal vivo durante la canzone-jam session Transmission.
- The Futureheads in una compilation anni ottanta allegata al mensile Q.
- M. Ward sull'album Transfiguration of Vincent.
- Rob Thomas dal vivo.
- Ween dal vivo.
- Heidi Mortenson sull'album Run for Covers del 2011.
- Umphrey's McGee dal vivo nel 2011.
- Walk the Moon dal vivo.
- La band australiana Something For Kate, guidata da Paul Dempsey, incluse una versione acustica di Let's Dance come bonus track nel loro album del 2012 Leave Your Soul To Science.
- Skye and Ross dal vivo nel 2016, durante lo Skye and Ross from Morcheeba: Live in Concert Tour.

## Campionamenti
- Puff Daddy campionò Let's Dance per il suo singolo del 1997 Been Around the World, featuring The Notorious B.I.G. & Ma$e.
- Craig David campionò il brano per il suo singolo Hot Stuff.
- Collie Buddz campionò la canzone per il suo brano My Everything.
- Dom and Roland per il loro singolo Can't Punish Me su etichetta discografica Moving Shadow
- Campionamenti di Let's Dance sono presenti nella traccia Bowie del duo folk parodistico Flight of the Conchords.